# Aeroporto di Kurgan
L'aeroporto di Kurgan è un aeroporto civile situato a 6 km a nord-est di Kurgan, in Russia.

## Strategia
L'aeroporto di Kurgan è la base tecnica della compagnia aerea russa SIBIA Aircompany che opera una flotta degli aerei leggeri Antonov An-2.

## Dati tecnici
L'aeroporto di Kurgan dotato di una pista attiva asfaltata di classe C di 2,061 m per 42 m che permette il decollo/atterraggio di tutti i tipi di elicotteri e degli aerei Airbus A319, Airbus A320, Antonov An-2, Antonov An-24, Antonov An-26, ATR-42, ATR-72, Boeing 737-400, Boeing 737-500, Bombardier CRJ 100/200, Embraer EMB 120 Brasilia, Ilyushin Il-76, Tupolev Tu-134, Tupolev Tu-154, Yakovlev Yak-40, Yakovlev Yak-42 e di tutti gli aerei di classe inferiore con il peso massimo al decollo di 196 tonnellate.
L'aeroporto è aperto nei mesi invernali dalle ore 02.00 fino alle 17.00, nei mesi estivi dalle ore 01.00 fino alle ore 16.00 (ora locale, UTC +5/+6). La pista aeroportuale è attrezzata con il sistema PAPI anche per le aperture nelle ore notturne sulla richiesta delle compagnie aeree.

## Collegamenti con Kurgan
L'aeroporto di Kurgan è facilmente raggiungibile dal centro di città con le linee n.5 e n.10 di filobus e con le linee no.5 e no.75 degli autobus del trasporto pubblico municipale. Il Terminal aeroportuale si trova alla periferia nord-est di Kurgan. Inoltre, l'aeroporto è collegato con i distretti cittadini con le linee no.403 e no.313 di taxi-navette (cosiddette maršrutki).